# Libellula depressa
La libélula de vientre plano (Libellula depressa) es una especie de odonato anisóptero de la familia Libellulidae. Habita principalmente en Europa Occidental y Oriental, llegando hasta Asia Central.

## Características
Su envergadura es de aproximadamente 70 milímetros. La hembra tiene el abdomen de color miel obscuro, excepto a los lados, donde es amarillo. El del macho es de color azul pálido. A causa de estos colores, ambos pueden ser confundidos con Orthetrum cancellatum, otra especie europea de la misma familia, pero se diferencian en que L. depressa, aparte de tener el abdomen aplanado y más ancho, tiene, en macho y hembra, un triángulo pardo obscuro en la base de las cuatro alas.

## Historia natural
Vive principalmente en aguas tranquilas como lagunas, estanques o ríos de corriente muy lenta y con vegetación en la orilla. Los adultos son activos principalmente de mayo a agosto.
Vuelan muy velozmente sobre el agua en búsqueda de presas y de otras libélulas rivales. Es característico que regresen a posarse en el mismo tallo u hoja a asolearse.
Suelen ser difíciles de observar de cerca, pues vuelan al menor acercamiento o movimiento humano, excepto cuando se posan cerca de un bosque, cuando es más fácil observarlas de cerca.